# 李實 (正統進士)
李實（1413年—1472年），字孟誠，四川重慶府合州人，明朝政治人物。

## 生平
正統七年（1442年）壬戌科進士，為人恣肆無拘檢，有口才。景泰元年（1450年），擔任禮科給事中。當時也先令完者脫歡議和，李實請去，以禮部右侍郎出使，少卿羅綺為副。期間頗得也先要領，并拜見被俘的明英宗，回朝後稱也先請和無他意。朝廷隨後派楊善出使，果然迎還明英宗。
同年，李實進右都御史，巡撫湖廣。景泰五年（1454年），召還掌管都察院。當初李實在出使謁太上皇（明英宗）時，請其還京引咎自責。英宗一直對此記恨。奪門之變後，英宗復辟，於天順元年（1457年）將李實以“暴橫”罷為民，子孫永不甄用。天順七年（1463年），又下錦衣衛獄，籍其家。成化元年，令冠帶還原藉閑住。成化八年，命以原職致仕。